# 白马镇 (重庆市)
白马镇，是中华人民共和国重庆市武隆区下辖的一个乡镇级行政单位。

## 行政区划
白马镇下辖以下地区：
六方坪社区、铁佛社区、铁佛村、板桥村、东升村、灵山村、三溪村、沙台村、鱼光村、杨柳村、豹岩村和车盘村。